# 中野村 (長崎県)
中野村（なかのむら）は、長崎県北部の平戸島にあった村。北松浦郡に属した。昭和の大合併で島内の各町村と合併を行い市制施行、平戸市となった。

## 地理
平戸島の北部に位置する。
- 山：安満岳、垣ノ岳、城山、小富士山、川内峠
- 河川：神曽根川
- 溜池：大山池、清水池
- 港湾：川内港、古江湾

## 沿革
- 1889年（明治22年）4月1日 - 町村制施行により、北松浦郡中野村が単独村制にて発足。
- 1914年（大正3年）4月1日 - 紐差村大字宝亀の一部、水垂免を編入[2]。
- 1955年（昭和30年）1月1日 - 平戸町・中野村・獅子村・紐差村・中津良村・津吉村・志々伎村が合併し市制施行。平戸市が発足し、中野村は自治体として消滅。

## 地名
免を行政区域とする。中野村は1889年の町村制施行時に単独で自治体として発足したため、大字は無し。
- 大久保免
- 大山免
- 川内免
- 下中野免
- 主師免（しゅうし）
- 古江免
- 坊方免
- 山中免
- 水垂免（みずたり） - 1914年（大正3年）紐差村大字宝亀より編入[2]。編入後、大字「宝亀」は冠称しなかった。

## 名所・旧跡
- 千里ヶ浜
- 川内峠
- 鄭成功居宅跡